# Округ Солт Лејк
Солт Лејк (енгл. Salt Lake County) је округ у америчкој савезној држави Јута. По попису из 2010. године број становника је 1.029.655.

## Демографија
Према попису становништва из 2010. у округу је живело 1.029.655 становника, што је 131.268 (14,6%) становника више него 2000. године.
| Група             | 2000.           | 2010.           |
| Белци             | 727.197 (80,9%) | 761.885 (74,0%) |
| Афроамериканци    | 9.495 (1,1%)    | 16.404 (1,6%)   |
| Азијати           | 22.991 (2,6%)   | 33.987 (3,3%)   |
| Хиспаноамериканци | 106.787 (11,9%) | 176.015 (17,1%) |
| Укупно            | 898.387         | 1.029.655       |